# Bilär
Bilär (turecky Bilar; tatarsky: Биләр – Bïlär, Бүләр – Bülär; čínsky v českém přepisu Pi-li-a-er, pchin-jinem bǐlǐāěr, znaky 比里阿耳; v jiných jazycích Биляр – Biljar, Пӳлер – Pűler) bylo středověké centrum bilärského bäklegu (buljarské knížectví). Město bylo založeno hunobulharským polokočovným kmenem Buljarů. Bylo umístěno 170 kilometrů jihovýchodně od současné Kazaně na levém břehu řeky Keçe Çirmeşän (Malý Čeremšan), v biljarské oblasti – (Alexejevský rajón) v Tatarstánu. Od 11.–12. století byla Biläř učiněna hlavním městem Bulharského volžsko-kamského chanátu, jako jedno ze tří, kdysi slavných a silných hlavních měst: Bulgar, Bilär a Nur-Suvar (Suwar).

## Vznik, prosperita a zánik
Buljaři (Bulhaři), kteří od 1. století žili v oblasti středního Itilu (Volha) byli úzce propojeni s hunobulharskými Utigury. Tato skupina Turků zde založila stát který se vyvinul do formy knížectví. Ačkoliv mnohé osady nalezené v sousední bolgarské oblasti – (Spasský rajón), byly založené ve druhé polovině desátého století, založení města se datuje již na jeho začátek. Přes Itil (Volha) a Dolní Čulman (Kama) v Přiuralí, přicházeli z Blízkého východu stříbro, a různé nádobí, zrcadla a mince. Vědci to vysvětlují jako obchodování se severními národy.
Na přelomu 10.–11. století bylo knížectví obsazeno a pohlceno volžsko bulharským chanátem. V tomto čase se město rozšiřovalo, objevila se celá řada správních a náboženských staveb. Později, za vlády kyjevského kagana Svjatoslava (962–973) , roku 965 došlo k dobytí a vyrabovaní chanátu a také knížectví Rusy ve spojenectví s Pečeněhy a hlavně s Oguzy, jejichž říše se rozkládala od dolního Povolží po střední tok Sır-darje, a byla na vrcholu moci. V této souvislosti se obchodní stezka stala nebezpečnou. Tím se snížila hodnota Itilu, jako hlavní dopravní stezky mezi severem a jihem. Jak předpokládají vědci, hlavní město bylo přestěhováno do více klidnější země v Biläru.
Roku 1061, za vlády chána Azgara → (مسعودﺋﻳﺒنسريع), se knížectví stalo jedním z emirátu (11. až 13. století) Bulharského volžsko-kamského chanátu. Po Bulgaru byla Bilär druhým největším městem, ve své době větším nežli Paříž či Kyjev. Ruské kroniky ji uvádějí jako „Velké město“ (Великий город). Vědci odhadují, že jeho populace byla vyšší než 100 000. Nezastavěný, velký a rovný prostor měl plochu 8 km², což v tom období bylo moc hodně. Město bylo jedním z hlavních obchodních center na středním Itilu (Volha) dvanáctého a třináctého století. S Velkou Bolgaří, případně i Suaří (Nur-Suvar, Suwar) sloužily jako hlavní města Bulharského volžsko-kamského chanátu. Avšak, tento status města měl krátkého trvání, jen do 12.-13. století.
Poté, pod tlakem vládců Kyjevské Rusy, úzkostlivě bránící své východní hranice, následovali další údery. Počínaje Vsevolodem I. (1030–1093) a konče Vsevolodem III. (1176–1212) ze Vladimirsko-suzdalského knížectví (1157–1331), následovalo další, několika násobné plenění a rabování města. Avšak největší a poslední úder přišel roku 1236. Bilär, jako i Velká Bolgar, byly zničeny nájezdy tataro-mongolů. Bulharský chanát byl začleněn do Ulusu Džuči (Zlatá horda, 1236–1438) s následnou turko-mongolskou nadvládou.
Město bylo později přestavěno, ale nikdy se mu nepodařilo získat bývalé slávy, velikosti ani moci.
Z většiny budov Biläře zůstaly jen základy, takže přitahuje menší pozornost než Velká Bolgar.

## Vesnice Biljarsk
Současná vesnice Biljarsk byla založena roku 1654 jako hraniční pevnost. V období 1930–1963 byla administrativním centrem biljarského rajónu. Roku 2000 zde bylo načítáno na 2 270 obyvatel. Leží 50 km jižně od Alexejevskoje a jejím středem protéká říčka Biljarka. Na jižním okraji Biljarska se nachází osada Bilär (místo, kde ve středověku stálo město), která vznikla v 10. století. Bilär, jako historická a archeologická památka, začala přitahovat pozornost ve 18. století.

### Archeologický výzkum Biläru
Archeologická historie lidstva zahrnuje několik období, mimo jiné i Středověk. Sbírka „Biljarského státního historicko-archeologického a přírodního muzea“ odráží historii a archeologii Volžské a Kamžské oblasti (Středo-volžská a Uralská oblast). První plán osídlení (Bilär) a jeho popis byl sestaven Pjotrem Ivanovičem Ryčkovem. První vědecké vykopávky, roku 1915–1916, začal Pavel Akimovič Ponomarjov a Michail Georgijevič Chudjakov, ale nebyli ukončené. Další pokus byl proveden pouze roku 1928 Alexejem Stepanovičem Baškirovem. Stacionární studie začaly teprve roku 1967, pod vedením Alfreda Chasanoviče Chalikova, pak Huzina Fajaza Šaripoviče Chuzina a dalších. Po Bulgaru se jedná o druhý co do významu starobylý architektonický areál Tatarstánu. Je součástí „Biljarského státního historicko-archeologického a přírodního muzea“. Muzeum zahrňuje:

1. Bilär (Biljarská osada 10. - 1236), do kterého náleží: areál mešity - Budova katedrální mešity se skládá ze dvou stavebních materiálů - dřeva a kamene. Má obdélníkový tvar (44,5-48 × 30-32 m.) a byl rozšířen vstup na severovýchod. Mihráb je orientovaný na jihozápad, směrem k Mekce . Dům feudálů - Ke areálu mešity se též vztahuje stavba, odhalená výkopy roku 1971–1973, nazývána „Dům feudálů“. Nachází se v centru osídlení, v rámci „citadely“. Karavansaraj - Ruiny karavansaraje se nachází mimo vnitřní město Bilär, za jeho jižním cípem u východní brány. Byly nalezeny zbytky zdiva a základ cihlové budovy, vodní nádrž a nádvoří zpevněné cihlami, část palisádového opevnění, pozdější šachta a příkop obklopující budovu. Lázně - Pozůstatky cihlového domu se nachází v severní části citadely, 180-200 m. severně od areálu mešity. Budova má podlahové vytápění, byla postavena z cihel (26 x 26 x 4,5-5,5 cm), měla podkvadrantní formu (10,4 x 11,6 m.) a byla orientovaná na světové strany. Vodní nádrž číslo 1 - Vodní nádrž anebo studna se nachází mezi areálem mešity a Domem feudálů. Roku 1973–1974 byla restaurována a vystavená konzervaci .

2. svatostánek „Svatého klíče“ (Chudžalar tau → Poutnické hory 9. - 10. století), do kterého náleží: Svatý pramen - V blízkosti vesnice byl objeven architektonický areál - „Svatý klíč“. V areálu, na hoře zvané Chudžalar tau → Poutnické hory, se nachází Svatý pramen. Ctí ho jak muslimové tak i křesťané, a proto i legendy o jeho vzniku jsou k dispozici dvě.

3. Balynguz (Gorkinský hřbitov ze 30–40 let 14. století), který podle legend a historických dat existoval od 13.–16. století a to nejen v období zlaté hordy (1236–1438) ale také v době kazaňského chanátu (1438–1552). Nachází se v blízkosti svatyně „Svatého klíče“ Chudžalar tau → (Poutnické hory). Uctívají se zde svatí a je poutnickým místem pro všechny - Tatary, Rusy, Čuvaše, Marijce.

4. křesťanský hřbitov vynikajícího chemika A. M. Butlerova,

5. Historicko-archeologické muzeum vesnice Biljarsk,

6. Dům-muzeum akademika Alexandra Jerminingeldoviče Arbuzova,
7. jiné archeologické lokality z různých období, např.: „Boľše-Tiganské pohřební návrší“, (opuštěné autentické protomaďarské kmeny, kočující mezi Volhou a Bílou horou, uvnitř legendární „Magny Ungarie“ → „Velké Maďarsko“), stejně jako přírodní krajiny - louky a lesní plochy na řece Keçe Çirmeşän (Malý Čeremšan) a jejích přítocích.

## Významné osobnosti vesnice
6 km na severozápad od vesnice Biljarsk se nachází vesnice Arbuzov-Baran. Je rodištěm ruského chemika Alexandra Arbuzova.